# Alfred Fleischer
Alfred Fleischer (ur. 16 marca 1895 w Grudziądzu, zm. 11 czerwca 1978 w Hildesheim) – as lotnictwa niemieckiego Luftstreitkräfte z 6 zwycięstwami w I wojnie światowej.

## Życiorys
Zaciągnął się do 1 Pułku Grenadierów Gwardii im. Cesarza Aleksandra II na początku wybuchu I wojny światowej. Brał udział w walkach pod Verdun i nad Sommą. Został ranny w końcu 1916. Po odbyciu rekonwalescencji został przeniesiony do Luftstreitkräfte w 1917. Po przejściu szkolenia w Jastashule II, 30 maja 1918, został skierowany do Jasta 17. Do końca wojny służył w tej jednostce. Odniósł w niej 6 potwierdzonych zwycięstw powietrznych, ostatnie dwa 3 listopada 1918. Za swój udział w  I wojnie światowej był odznaczony Krzyżem Żelaznym I klasy. Służbę zakończył w stopniu podporucznika.
W czasie II wojny światowej służył w Luftwaffe w stopniu pułkownika. Był dowódcą bazy lotniczej najpierw w Związku Radzieckim, a następnie w Jugosławii. Po zakończeniu wojny dzięki pomocy swojej ofiary z czasów I wojny światowej, pułkownika USAAF Cliffa McElvaina, wyemigrował do Stanów Zjednoczonych. Powrócił do Niemiec w 1961, gdzie zmarł w 11 czerwca 1978.